# Ranunculus minutiflorus
Ranunculus minutiflorus är en ranunkelväxtart som beskrevs av Bert. och Rodolfo Amando Philippi. Ranunculus minutiflorus ingår i släktet ranunkler, och familjen ranunkelväxter. Inga underarter finns listade i Catalogue of Life.